# Ligue des Assassins
La Ligue des Assassins est une organisation criminelle majeure dans l'univers de DC Comics, dirigée par Ra's al Ghul, ennemi récurrent de Batman.

## Histoire
La Ligue des Assassins est très ancienne et remonte en l'an 1030. Elle est dirigée, au début de la série Arrow, par Ra's Al Ghul, puis Oliver Queen et pour finir Malcolm Merlyn. 
Le repaire de la Ligue des Assassins, se trouve à Nanda Parbat, dans le Nord de l'Afghanistan. La ligue des assassins protège un puits qui se nomme le Puits de Lazare, qui peut guérir les blessures, et même ramener les morts à la vie, comme Théa Queen et Sara Lance, mais ne seront plus les mêmes.
"Une âme contre une âme" a dit un jour Malcolm Merlyn, étant Ra's Al Ghul à sa fille, Théa Queen. 

### Création de la ligue
- Hassan Al-Sabbah crée la Ligue des Assassins, qui apparaît pour la première fois vers l'an 1030 en Perse (Iran actuel).

## Organisation
En raison du secret qui l'entoure, très peu de choses sont connues. Néanmoins, comme son nom l'indique, la Ligue des Assassins recrute et forme des assassins d'élites, qui sont tous experts dans les arts martiaux et le maniement des armes. Tout assassin qui échoue à accomplir sa mission devient lui-même une cible à abattre pour les membres de la Ligue.
Ra's al Ghul est le maître de la Ligue des Assassins et définit les objectifs de la Ligue, dont les membres sont prêts à mourir pour lui. Les Assassins les plus redoutables au sein de la Ligue peuvent accéder à des postes importants.

## Apparitions dans les différents médias

### Comics
- 2007-2008 : La Résurrection de Ra's al Ghul (The Resurrection of Ra's al Ghul)
- 2017 : La Ligue des Ombres (League of Shadows). Contient Detective Comics #950-956
- 2014-2018 : Les Légendes de Demain (DC's Legends of Tomorrow)

### Cinéma
La Ligue des Assassin apparaît dans la trilogie Batman de Christopher Nolan, où elle est rebaptisée Ligue des Ombres. Elle est d'abord dirigée par Ra's al Ghul dans Batman Begins, puis par Bane dans The Dark Knight Rises.

### Télévision

#### Arrowverse
- La Ligue est plus ou moins omniprésente dans la série Arrow. Tous les antagonistes principaux de la série, à l'exception de Slade Wilson dans la saison 2[2], en ont fait partie. Elle apparaît pour la première fois dans la saison 2[3], mais elle est particulièrement présente dans la saison 3 car l'antagoniste principal n'est autre que Ra's al Ghul. Elle sera officiellement dissoute Par Nyssa Al-Ghul lors de la saison 4 après une guerre civile[4]. Elle sera reconstituée par Talia Al Ghul dans la saison 5.

#### DCAMU
- La Ligue est un élément central dans le film d'animation Le Fils de Batman.
- Elle est présente dans le film Batman : Mauvais Sang.
- Elle apparait dans le film d'animation Batman vs. Teenage Mutant Ninja Turtles.

### Jeux vidéo
- La Ligue est présente dans le jeu vidéo Batman: Arkham City, ainsi que dans le DLC Pack missions de traque : La saison de l'infamie du jeu Batman: Arkham Knight. Lady Shiva fait également une apparition dans Batman: Arkham Origins, mais sans mentionner la Ligue.
- La Ligue est présente dans le jeu vidéo Gotham Knights, ainsi que dans le contenu téléchargeable Gotham Knights: Assaut héroïque.